# Procladius apicalis
Procladius apicalis är en tvåvingeart som först beskrevs av Jean-Jacques Kieffer 1918.  Procladius apicalis ingår i släktet Procladius och familjen fjädermyggor.
Artens utbredningsområde är Sudan. Inga underarter finns listade i Catalogue of Life.